# غلوكيات
الغلوكيات (الاسم العلمي: Glaucidae) هي فصيلة من الحيوانات تتبع رتبة عاريات الخيشوم من طائفة بطنيات الأرجل.

## أجناس
- الغلوكي, وصفه فورستر Forster سنة 1777

الأجناس التالية اعتبرت مرادفات لجنس الغلوكي:
- الدادون (باللاتينية: Dadone) وصفه غيستل Gistel سنة 1848
- الغلوكيلا (باللاتينية: Glaucilla) وصفه بيرغ Bergh سنة 1860